# Liste der Biografien/Grod
Liste der Biografien |
Portal Biografien |
Personensuche
# |
A |
B |
C |
D |
E |
F |
G |
H |
I |
J |
K |
L |
M |
N |
O |
P |
Q |
R |
S |
T |
U |
V |
W |
X |
Y |
Z |
?
 
Ga |
Gb |
Gc |
Gd |
Ge |
Gf |
Gh |
Gi |
Gj |
Gk |
Gl |
Gm |
Gn |
Go |
Gp |
Gq |
Gr |
Gs |
Gu |
Gv |
Gw |
Gy |
Gz
 
Gra |
Grb–Grd |
Gre |
Grg |
Gri |
Grj |
Grk |
Grl |
Grm |
Gro |
Grs |
Gru |
Gry |
Grz
 
Groa |
Grob |
Groc |
Grod |
Groe |
Grof |
Grog |
Groh |
Groi |
Groj |
Grok |
Grol |
Grom |
Gron |
Groo |
Grop |
Gros |
Grot |
Grou |
Grov |
Grow |
Groy |
Groz
Die Liste der Biografien führt alle Personen auf, die in der deutschsprachigen Wikipedia einen Artikel haben. Dieses ist eine Teilliste mit 37 Einträgen von Personen, deren Namen mit den Buchstaben „Grod“ beginnt.

## Grod
- Grod, Caspar (1842–1893), deutscher Steinmetzmeister und Politiker
- Grod, Caspar Maria (1878–1931), deutscher Architekt

### Groda
- Grodås, Frode (* 1964), norwegischer Fußballtorwart

### Grodd
- Grodd, Uwe (* 1958), deutscher Dirigent und Flötist
- Grodd, Wolfgang (* 1942), deutscher Neuroradiologe
- Groddeck, Albrecht von (1837–1887), deutscher Hochschullehrer und Direktor der Bergakademie Clausthal
- Groddeck, Georg (1866–1934), deutscher Arzt, Psychoanalytiker und Wegbereiter der Psychosomatik
- Groddeck, Gottfried Ernst (1762–1825), deutscher Klassischer Philologe
- Groddeck, Karl (1794–1877), deutscher Jurist und Politiker sowie Oberbürgermeister von Danzig (1851–1862)
- Groddeck, Karl Theodor (1826–1885), Arzt
- Groddeck, Karl-Heinrich von (1936–2011), deutscher Ruderer
- Groddeck, Norbert (* 1946), deutscher Pädagoge, Professor für Pädagogik
- Groddeck, Wolfram (* 1949), schweizerischer germanistischer Literaturwissenschaftler und Editionsphilologe

### Grode
- Grode, Conrad (1766–1832), Landtagsabgeordneter Großherzogtum Hessen
- Grode, Johann (1801–1883), Landtagsabgeordneter Großherzogtum Hessen
- Grodecki, Louis (1910–1982), französischer Kunsthistoriker
- Grodecký von Brod, Jan (1525–1574), Bischof von Olmütz
- Grodek, Jerzy (* 1959), polnischer Aphoristiker, Satiriker und AutorJerzy Grodek (* 1959)

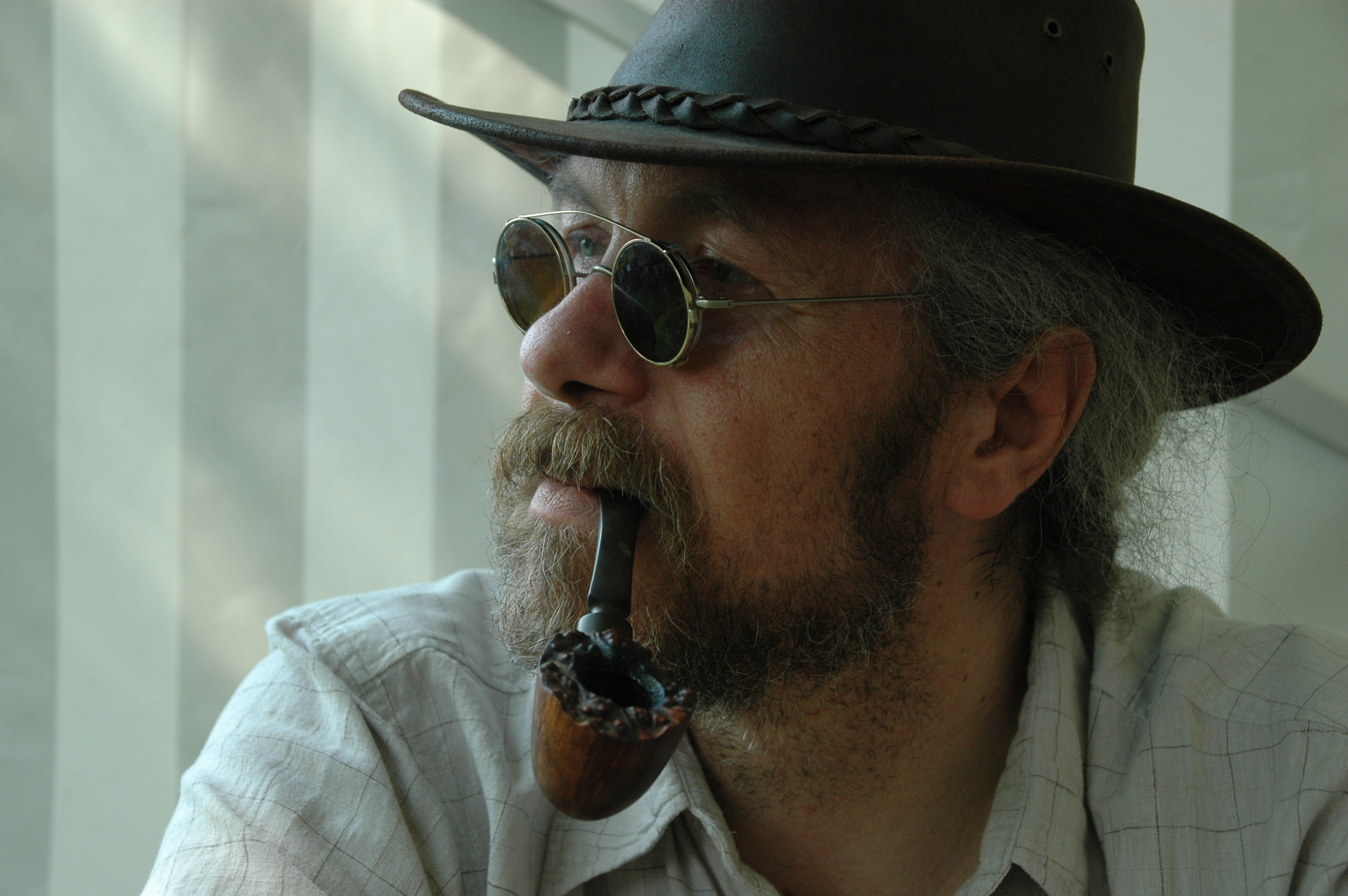
Jerzy Grodek (* 1959)

- Grodek, Lisa (* 1987), deutsch-polnische Häkel-Designerin und Künstlerin
- Grødem, Ella (* 1977), grönländische Handballspielerin
- Groden-Kranich, Ursula (* 1965), deutsche Politikerin (CDU), MdB
- Grodénchik, Max (* 1952), US-amerikanischer Schauspieler
- Groder, Brian (* 1953), US-amerikanischer Jazztrompeter (auch Flügelhorn) und Komponist
- Groder, Virgil (1856–1924), österreichischer Maler

### Grodi
- Grodin, Charles (1935–2021), amerikanischer Schauspieler, Komiker, Schriftsteller, Radiomoderator und TheaterregisseurCharles Grodin (1935–2021)

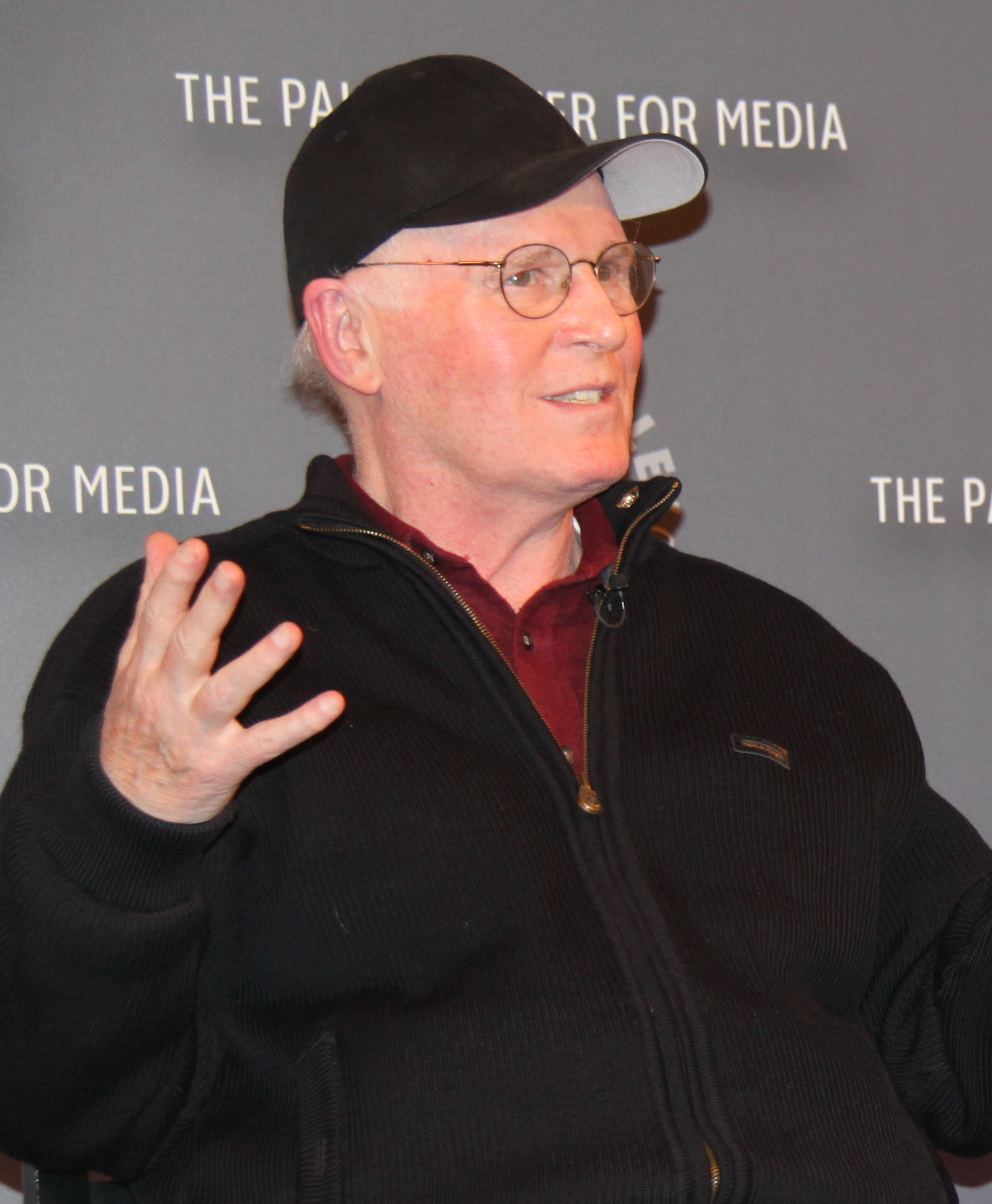
Charles Grodin (1935–2021)

### Grodn
- Grodner, Israel († 1887), jiddischer Schauspieler, Sänger und Theaterleiter

### Grodo
- Grodotzki, Hans (* 1936), deutscher Leichtathlet
- Grodowski, Joel (* 1997), deutscher Fußballspieler

### Grodt
- Grodtczinsky, Thea (1893–1978), deutsche Schauspielerin

### Grodu
- Grødum, Øystein (* 1977), norwegischer Eisschnellläufer

### Grody
- Grody, Donald (1927–2011), US-amerikanischer Schauspieler, Dramatiker und Gewerkschafter

### Grodz
- Grodzieńska, Stefania (1914–2010), polnische Tänzerin, Feuilletonistin, Radiosprecherin und Schauspielerin
- Grodzins, Lee (1926–2025), US-amerikanischer Physiker
- Grodzins, Morton (1917–1964), US-amerikanischer Politikwissenschaftler und Hochschullehrer
- Grodzinski, Chaim Ozer (1863–1940), Rabbiner, Beth Din, Posek und Talmud-Gelehrter
- Grodzka, Anna (* 1954), polnische Gesellschaftsaktivistin und Politikerin, Mitglied des Sejm
- Grodzki, Tomasz (* 1958), polnischer Arzt, Chirurg und Politiker, Professor für Medizinwissenschaften, Senator der 9. und 10. Wahlperiode, ab dem 12. November 2019 Marschall (Vorsitzender) des Senats der 10. Wahlperiode